# 즈데네크 포스페흐
즈데네크 포스페흐(Zdeněk Pospěch, 1978년 12월 14일, 오파바 ~)는 체코의 전 축구 선수이다. 그의 현역 시절 포지션은 수비수로, 주로 라이트 백으로 기용되었지만, 우측 미드필더로도 기용되었다.
포스페흐는 SFC 오파바에서 축구를 시작하였다. 그는 FK 두클라 흐라니세와 포트발 트리네크로 두 차례 임대된 후, 2001년에 FC 바니크 오스트라바로 이적하였다. 오스트라바에서의 4년 후, 그는 AC 스파르타 프라하로 이적하였다. 2005년, 그는 스웨덴을 상대로 체코 국가대표팀 경기에 첫 출장하였다.
2008년 1월 23일, 그는 €1.9M의 가격에 덴마크 수페르리가의 FC 코펜하겐으로 이적하였다. 그곳에서 그는 국가대표팀 동료 리보르 시온코와 만났다.
UEFA 챔피언스리그 2010-11에서 즈데네크 포스페흐는 UEFA 이 주의 팀의 선수 중 한명으로 선정되었다.
2011년 2월 28일, 그는 분데스리가의 1. FSV 마인츠 05와 2년 계약을 체결하였다. 그는 2010-11 시즌이 종료된 후, 코펜하겐과의 계약이 종료되면서 마인츠로 이적하였다.

## 수상
- 감브리누스리가: 2003-04
- 덴마크 수페르리가: 2008-09, 2009-10, 2010-11
- 덴마크 컵: 2008-09